# AN/APG-81
AN/APG-81 — це бортова радіолокаційна станція керування вогнем з активною фазованою антенною решіткою (АФАР), розроблена Northrop Grumman Electronic Systems (раніше Westinghouse Electronic Systems) для Lockheed Martin F-35 Lightning II .
AN/APG-81 є наступником радара AN/APG-77 встановленого на F-22 та має антену, що складається з 1676 трансиверів .  Очікується, що для F-35 буде замовлено більше трьох тисяч радарів AN/APG-81, виробництво яких вийде за рамки 2035 року, включаючи велику кількість міжнародних замовлень. 
AN/APG-81 втілює вимоги багатозадачності F-35, демонструючи надійні можливості радіоелектронної боротьби (РЕБ) і може працювати як апертура РЕБ, використовуючи багатофункціональну решітку АФАР. Завдяки повному володінню засобами радіоелектронного захисту, радіоелектронної протидії (РЕП) і засобів електронної підтримки(ESM) F-35 має неперевершену здатність придушувати та знищувати найсучасніші засоби ППО противника. 
Радар AN/APG-81 є результатом конкурсу уряду США на найбільший у світі контракт з закупівлі систем АФАР. Westinghouse Electronic Systems (придбана Northrop Grumman у 1996 році) і Hughes Aircraft (придбана Raytheon у 1997 році) отримали контракти на розробку радара у лютому 1996 року. Lockheed Martin і Northrop Grumman були обрані переможцями конкурсу Joint Strike Fighter; Контракт на розробку та демонстрацію системи було оголошено 26 жовтня 2001. 
Можливості AN/APG-81 включають режими  AN/APG-77 "повітря-повітря", а також розширені режими "повітря-земля", включаючи картографування високої роздільної здатності, індикацію та відстеження кількох наземних рухомих цілей, бойову ідентифікацію, РЕБ та зв’язок із надвисокою пропускною здатністю . Радар F-22 APG-77(V)1 значною мірою використовує апаратне та програмне забезпечення APG-81 для своїх розширених можливостей «повітря-земля». 
У серпні 2005 року радар APG-81 був вперше задіяний на борту випробувального літака BAC 1–11 компанії Northrop Grumman. Радар накопичив понад 300 годин нальоту до 2010 року. Перший політ радара на авіоніці літака CATBird компанії Lockheed Martin відбувся в листопаді 2008 року. 
У червні 2009 року радар APG-81 з АФАР на F-35 був включений у масштабні військові навчання Northern Edge 2009, коли він був встановлений на передній частині випробувального літака Northrop Grumman. Тестування "підтвердило роки досліджень проти широкого спектру систем загрози, продемонструвавши надзвичайно надійні можливості РЕБ найдосконалішого у світі радара керування вогнем на винищувачі". 
22 червня 2010 року у Northrop Grumman заявили: "Радар досяг і перевищив свої робочі характеристики, успішно відстежуючи цілі великої дальності в рамках перших тестових польотів систем місії літака F-35 Lightning II BF-4." 
Розробники AN/APG-81 отримали нагороду David Packard Excellence in Acquisition Award у 2010 році за результативність проти засобів РЕП. 
У січні 2023 року повідомлялося, що AN/APG-81 буде замінений на новий радар AN/APG-85 на новій модифікації Block 4. AN/APG-85 було згадано в документі бюджету ВПС США в грудні 2022 року. 